# Helene Sedlmayr

Helene Sedlmayr, portret realizat de pictorul curții, Joseph Karl Stieler, c.1830, pentru Galeria de frumuseți.

Helene Kreszenz Sedlmayr (12 februarie 1813, Trostberg - 18 noiembrie 1898, München) a fost o frumusețe germană din secolul al XIX-lea, considerată un simbol al frumuseților din München. Fiica unui cizmar, ea a devenit cunoscută regelui Ludwig I al Bavariei pe când avea 15 ani și furniza jucării copiilor lui; el a comandat un portret al ei lui Stieler pentru Galeria sa de frumuseți. În 1831 Helene s-a căsătorit cu un valet al regelui, Hermes Miller (1804-1871), cu care a avut 10 copii (nouă fii și o fiică). Căsătoria a fost una fericită. A murit la vârstă de 85 de ani la 18 noiembrie 1898 la München. 